# Некрасове (Рильський район)
Некрасове — село в Рильському районі Курської області Росії. Адміністративний центр — Некрасівська сільрада.

## Географія
Село знаходиться на річці Сейм, за 105 кілометрів на захід від Курська, та за 9 кілометрів південніше районного центру — міста Рильська.

## Клімат
Некрасове, як і весь район, розташоване в поясі помірно-континентального клімату з теплим літом і відносно теплою зимою (Dfb у класифікації Кеппена).
| Клімат села Козино                                                             | Клімат села Козино | Клімат села Козино | Клімат села Козино | Клімат села Козино | Клімат села Козино | Клімат села Козино | Клімат села Козино | Клімат села Козино | Клімат села Козино | Клімат села Козино | Клімат села Козино | Клімат села Козино | Клімат села Козино |
| Показник                                                                       | Січ.               | Лют.               | Бер.               | Квіт.              | Трав.              | Черв.              | Лип.               | Серп.              | Вер.               | Жовт.              | Лист.              | Груд.              | Рік                |
| Середній максимум, °C                                                          | −3,6               | −2,5               | 3,5                | 13,4               | 19,6               | 22,8               | 25,2               | 24,6               | 18,4               | 10,9               | 3,8                | −0,8               | 11,3               |
| Середня температура, °C                                                        | −5,6               | −5,1               | −0,2               | 8,5                | 14,9               | 18,5               | 20,9               | 20                 | 14,2               | 7,5                | 1,6                | −2,7               | 7,7                |
| Середній мінімум, °C                                                           | −8,1               | −8,3               | −4,3               | 3                  | 9,2                | 13,1               | 15,9               | 14,9               | 9,9                | 4,1                | −0,7               | −4,9               | 3,6                |
| Норма опадів, мм                                                               | 50                 | 44                 | 48                 | 49                 | 64                 | 70                 | 81                 | 51                 | 57                 | 55                 | 48                 | 49                 | 667                |
| ------------------------------------------------------------------------------ | ------------------ | ------------------ | ------------------ | ------------------ | ------------------ | ------------------ | ------------------ | ------------------ | ------------------ | ------------------ | ------------------ | ------------------ | ------------------ |
| Джерело: Погода за місяцем c ru.climate-data.org(дата звернення: червень 2021) |                    |                    |                    |                    |                    |                    |                    |                    |                    |                    |                    |                    |                    |

## Населення
| Чисельність населення | Чисельність населення |
| 2002                  | 2010                  |
| --------------------- | --------------------- |
| 291                   | ↘239                  |

## Інфраструктура
Жителі села займаються особистим підсобним господарством. Поштове відділення (Пошта № 307345). Грошові перекази (Вестерн Юніон). У селі 132 будинки.

## Транспорт
Некрасове знаходиться за 6,5 км від автодороги регіонального значення 38К-040 (Хомутовка — Рильск — Глушкове — Тьоткіно — кордон з Україною), за 4,5 км від автодороги 38К-030 (Рильськ — Коренево — Суджа), за 2,5 км від автодороги міжмуніципального значення 38Н-693 (38К-040 — Артюшково) з під'їздом до с. Семенове (Курська область), за 1 км від автодороги 38Н-695 (38Н-693 — Слобідка)), за 1 км від автодороги 38Н- 566 (38К-030 — Малогнеушево — сел. ім. Куйбишева — Семенове з під'їздом до Ізноскове (Рильський район), за 5 км від найближчої залізничної станції Сеймська (лінія 16 км — Сеймська).
Село знаходиться за 161 км від аеропорту імені В. Г. Шухова (неподалік Бєлгорода).